# 中岳街道
中岳街道，是中华人民共和国河南省郑州市登封市下辖的一个乡镇级行政单位。

## 行政区划
中岳街道下辖以下地区：
中岳庙社区、新店社区、韩村、北高庄村、东十里铺村、花楼村、交河口村、康村和东张庄村。